# Amaro
Amaro (friuli nyelven Damâr) település Olaszországban, Udine megyében. Lakosainak száma 851 fő (2023. január 1.). Amaro Cavazzo Carnico, Moggio Udinese, Tolmezzo és Venzone községekkel határos.

## Népesség
A település népességének változása:
| Lakosok száma | 843  | 857  | 851  |
|               | 2017 | 2018 | 2023 |